# Транспортна компанія SAT
SAT — українська транспортна компанія, що спеціалізується на В2В-перевезеннях та бізнес-логістиці, займається доставками вантажів до 3 тон і до 13 метрів.

## Історія
Компанію заснувала 2002 року Світлана Мільгевська. Представники компанії забирали вантаж зі складів підприємств власним автотранспортом.
Наприкінці 2016 року компанія посідала одне з чільних місць серед операторів адресної доставки вантажів. Нерідко компанії доводиться транспортувати надважкі та негабаритні вантажі — трактори, автомобілі, токарні верстати, друкарське обладнання, зерно тощо.

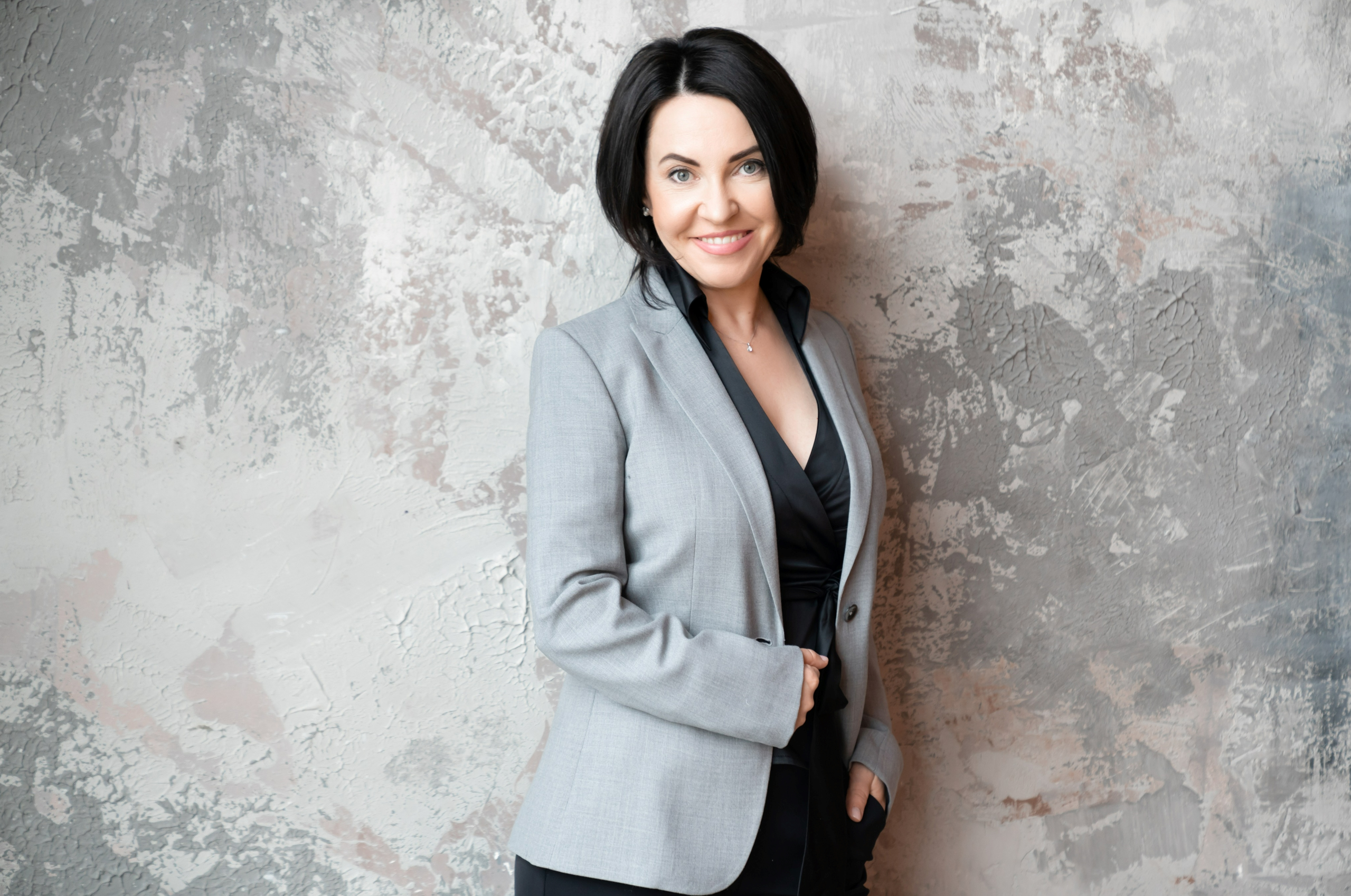
Світлана Мільгевська, засновниця компанії

У квітні 2018 року SAT взяла участь у агропромисловій виставці «Agroport West Lviv».
2020 — проведено ребрендинг. 2021 року SAT мала 169 представництв у 140 містах України. Компанія орієнтована на сегмент B2B та співпрацює з великими заводами і промисловими підприємствами.
2020 — компанія отримала сертифікат якості ISO 9001:2015 .

## Спонсорство
- 2007 — спонсор харківського баскетбольного параолімпійського клубу «Харків-Баскет»[10].
- 2018 — партнер сезону богатирських змагань Федерації стронгмену України[11].
- 2020 — компанія з БФ «Старенькі» безкоштовно доставляла харчі літнім людям у Дніпровському районі Києва[12]
- 2020 — під час ліквідації наслідків пожеж у Житомирській області компанія доставляла гуманітарні вантажі по області[13]
- 2020 — допомога БФ «СОС Дитячі містечка Україна»[14]

## Нагороди
- 2012 — № 3 місце серед підприємств у галузі «Діяльність автомобільного вантажного транспорту» за версією Національного бізнес-рейтингу[15].

## Директори
- 2002—2007 — Світлана Мільгевська
- 2008—2011 — Андрій Глинянов
- 2012—2013 — Сергій Ралло
- 2014—2016 — Ірина Одокієнко[16]
- 2016 — 2018 — Андрій Боровко[17].
- 2018—2020 — Дмитро Беспалов
- 2020 — дотепер — Андрій Боровко